# Orontius (månekrater)
Orontius er et nedslagskrater på Månen, beliggende i det stærkt kraterdækkede sydlige højland på Månens forside. Navnet blev officielt tildelt af den Internationale Astronomiske Union (IAU) i 1970. 

## Omgivelser
Krateret ligger nordvest for det fremtrædende Tychokrater og syd og øst for den store slette, der tilhører Deslandreskrateret. Dets østlige del er overlejret af det mindre Hugginskrater, som igen er overlejret i sin østlige rand af det endnu mindre Nasireddinkrater, således at trioen danner en kraterkæde af stadig mindre kraterdimensioner. Grænsende til den sydlige rand findes Saussurekrateret, og mod sydvest, lige øst for Tycho, ligger Pictetkrateret.

## Karakteristika
Randen af Orontius er medtaget og nedslidt og overlejret af et antal forskellige kratere. Et par af disse mod vest har påvirket kratervæggen, så der er dannet indadbøjede udbugtninger. Kun en lille del af den oprindelige kratervæg er næsten intakt. Den sydlige og sydvestlige rand har overlevet erosionsprocessen bedre end de andre afsnit.
Den sydvestlige halvdel af kraterbunden er stadig temmelig flad og kun ændret af få småkratere. Imod nord i krateret danner formationen 'Orontius F' en fordrejet, kraterlignende oval.

## Satellitkratere
De kratere, som kaldes satellitter, er små kratere beliggende i eller nær hovedkrateret. Deres dannelse er sædvanligvis sket uafhængigt af dette, men de får samme navn som hovedkrateret med tilføjelse af et stort bogstav. På kort over Månen er det en konvention at identificere dem ved at placere dette bogstav på den side af satellitkraterets midte, som ligger nærmest hovedkrateret. Möstingkrateret har følgende satellitkratere:
| Orontius | Bredde  | Længde  | Diameter |
| -------- | ------- | ------- | -------- |
| A        | 39,1° S | 2,6° V  | 7 km     |
| B        | 40,0° S | 3,1° V  | 10 km    |
| C        | 37,9° S | 4,1° V  | 15 km    |
| D        | 39,4° S | 6,2° 'V | 15 km    |
| E        | 39,5° S | 4,8° V  | 6 km     |
| F        | 39,1° S | 3,9° V  | 41 km    |

## Måneatlas
- Billeder af Orontiuskrateret i LPI-måneatlasset